# Räden mot Choiseul
Räden mot Choiseul var en mindre strid som utspelade sig mellan den 28 oktober och den 3 november 1943 under slaget om Salomonöarna. Amerikanska marinkårssoldater ur 2:a fallskärmsbataljonen, ledda av överstelöjtnant Victor "Brute" Krulak, landsteg på japanskockuperade ön Choiseul i norra Salomonöarna och genomförde räder mot japanska armén och flottans styrkor på över ett 40 kilometers stort område under loppet av sju dagar. Räden var tänkt att avleda japansk uppmärksamhet från de planerade allierade landstigningarna på Bougainvilles västkust vid Empress Augusta Bay. Istället hoppades de allierade att räden skulle få japanerna att tro att landstigningarna skulle ske på östra sidan av Bougainville.
Under operationen dödade Krulaks 650 man stora bataljon, med hjälp av en australisk coastwatcher och Choiseul-öborna, 143 japanska soldater och förlorade 14 marinsoldater (12 stupade, två saknade), i strider som senare beskrevs av generalmajor Roy Geiger som "en serie korta högerjabbar för att få fienden ur balans och för att dölja den verkliga styrkan i vänsterkroken i hans mellangärde på Empress Augusta Bay." Den 2 november var räden tillfälligt avstannad när mellan 40 och 50 marinsoldater tillfångatogs i ett japanskt bakhåll. Tre marinsoldater skadades allvarligt och en dödades. Marinsoldaterna räddades av motortorpedbåten PT-59, under befäl av löjtnant John F. Kennedy. Den slutliga effekten av räden på det japanska svaret på de allierades landstigningar på Bougainville är oklart. Vissa historiker påstår att räden var framgångsrik i syftet att avleda japansk uppmärksamhet medan andra historiker har en motsatt ståndpunkt.